# Igor Dodon
Igor Dodon (pronunciación rumana: [ˈigor doˈdon]; ruso: Игорь Никола́евич Додон
, tr. Ígor Nikoláievich Dodón; nacido en Sadova, Moldavia, 18 de febrero de 1975) es un político, economista y profesor moldavo, que fue el quinto presidente de Moldavia entre 2016 y 2020. 
Ocupó el cargo de ministro de Economía y Comercio en los gobiernos de Vasile Tarlev y Zinaida Greceanîi de septiembre de 2006 a septiembre de 2009 y fue diputado del Parlamento de Moldavia de 2009 a 2016. Perdió su candidatura a la reelección en las 2020 frente a Maia Sandu, a quien había derrotado cuatro años antes en las elecciones presidenciales moldavas de 2016. 
El 24 de mayo de 2022, Dodon fue detenido por las autoridades moldavas acusado de corrupción pasiva, financiación ilegal de un partido político por una organización delictiva, enriquecimiento ilícito y alta traición a Moldavia por recibir fondos del político moldavo fugitivo Vladimir Plahotniuc para interceder en nombre de Plahotniuc en relación con causas penales abiertas en Rusia. Fue puesto bajo arresto domiciliario el 26 de mayo para permitir que los fiscales siguieran investigando las acusaciones. El Departamento del Tesoro de Estados Unidos también ha acusado a Dodon de corrupción y de conspirar con Rusia a través de sus ayudantes políticos para interferir en las elecciones moldavas y amañar los medios de comunicación a su favor. Fue liberado de su arresto domiciliario el 18 de noviembre de 2022 a la espera de un juicio por todos los cargos.

## Biografía
Se graduó en la Facultad de Economía de la Universidad Estatal Agraria de Moldavia en 1997, luego en la Facultad de Administración de la Academia de Estudios Económicos de Moldavia en 1998. Más tarde se graduó en la Facultad de Derecho en economía en el Instituto de Gestión Internacional. [ ¿cuando? ] Obtuvo el título científico de doctor en Ciencias Económicas en la Academia de Estudios Económicos de Moldavia , el Departamento de Bancos y Bolsas de Valores.
Igor Dodon nació en la localidad moldava de Sadova en el distrito de Călărași el 18 de febrero de 1975, cuando la República Socialista Soviética de Moldavia formaba parte de la URSS. Hijo de Nicolae (fallecido en 2012) y Galina Dodon, profesora de lengua rumana en su pueblo natal. 
Estudió Economía en la Universidad Agrícola Estatal de Moldavia y recibió un doctorado en 1998 por la Academia de Estudios Económicos del país. De 1997 a 2005, Dodon también realizó actividades pedagógicas. Aquí es donde conocería a su esposa Galina en mayo de 1995. Así, ocupa los puestos de profesor asistente en la Academia de Estudios Económicos de Moldavia (Departamento de Bancos y Bolsas de Valores), profesor titular en la Universidad Libre Internacional de Moldavia (Departamento de Bancos y Bolsas de Valores), el Instituto Internacional de Gestión (Departamento de Finanzas) y la Universidad Estatal de Moldavia. Igor Dodon también es miembro de los comités examinadores de los exámenes de graduación de la universidad en ULIM y IIM.

## Trayectoria
Tras finalizar sus estudios, Igor Dodon trabaja desde julio de 1997 en la Bolsa de Moldavia.
Entró en el mundo de la política como miembro del Partido de los Comunistas de la República de Moldavia. Ya en mayo de 2005 fue nombrado ministro adjunto de Comercio y Economía en el segundo gabinete del primer ministro Vasile Tarlev y en septiembre de 2006 ocupó el cargo de ministro de esas mismas competencias hasta 2009, que finalizó el periodo de gobierno de Zinaida Greceanîi.
Al mismo tiempo, desde 2008 y 2009 fue designado como vice primer ministro del país.
En junio de 2011, se presentó como candidato a la alcaldía de la ciudad-capital Chisináu. Finalmente en estas elecciones municipales con un total de 49,4 % de los votos, perdió contra el que fue alcalde Dorin Chirtoacă.
En el mes de noviembre del mismo año, al igual que otros compañeros abandonó el Partido de los Comunistas citando sus esperanzas de un acuerdo que podría ser resuelto con el gobernante Alianza para la Integración Europea, para poder elegir un presidente y poner fin a una crisis constitucional que se arrastraba desde la renuncia de Vladimir Voronin en 2009. El 18 de diciembre hizo pública su militancia en el Partido de los Socialistas de la República de Moldavia (PSRM) y tiempo más tarde fue elegido presidente y líder del partido.

## Presidente de Moldavia

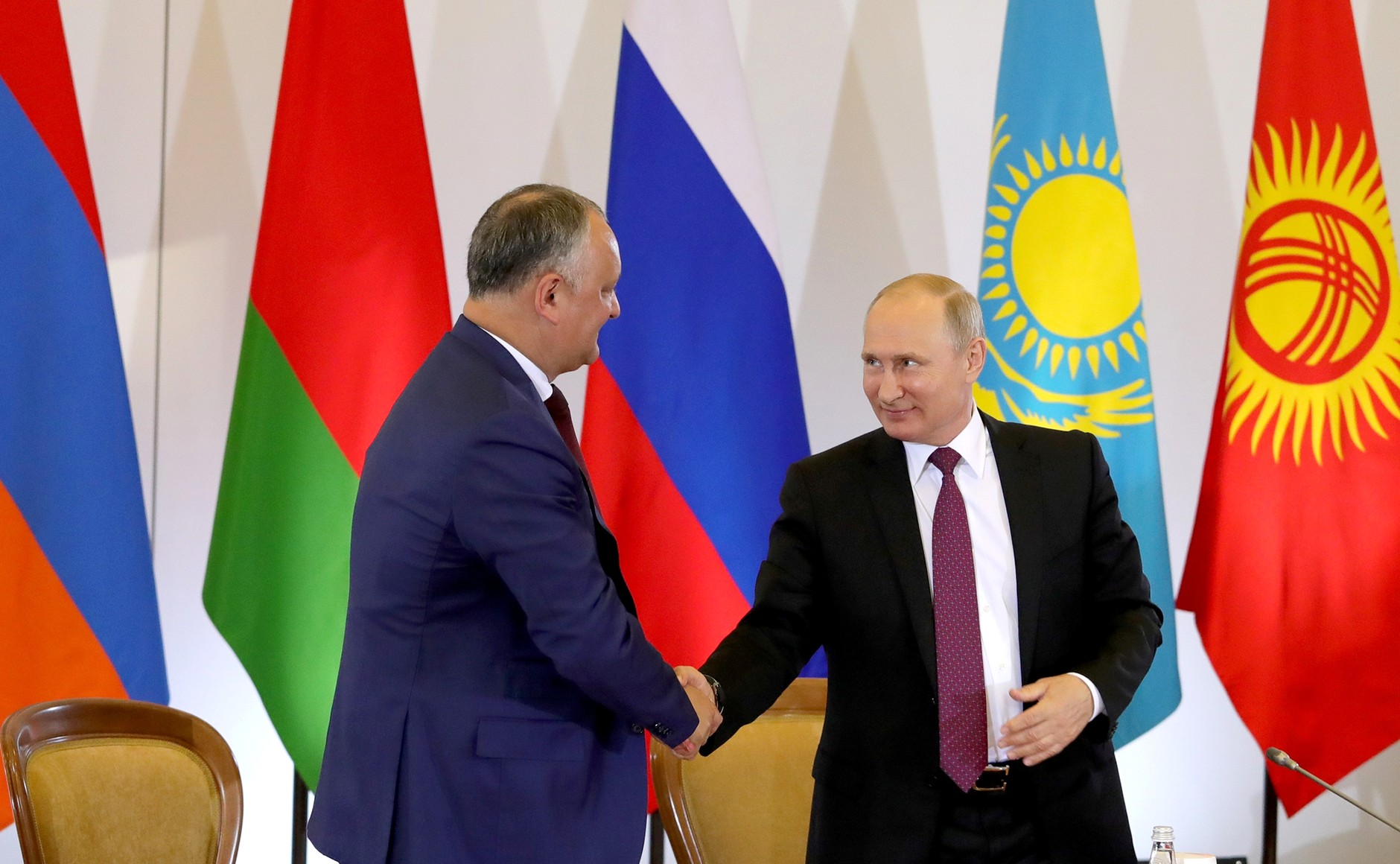
Dodon con Vladímir Putin en Sochi

Al ser el líder de su partido se presentó como candidato para las elecciones presidenciales de 2016.
Su mensaje se basa en el establecimiento de buenas relaciones con Rusia y el mantenimiento de una identidad moldava arraigada en la ortodoxia. Se compromete a resolver el conflicto con la entidad separatista moldava de Transdniéster, que lleva veinticinco años minando el país, mediante la creación de una Federación moldava dentro de la cual Transdniéster gozaría de una amplia autonomía.
En la primera vuelta obtuvo el 48,3 % de los votos frente a la candidata Maia Sandu y el proeuropeo del Partido Acción y Solidaridad que asciende a un 38,4 %. Después de la segunda ronda celebrada el 13 de noviembre, Dodon obtuvo la victoria con mayoría y por ello logró ser elegido como nuevo presidente de Moldavia.
Una de las razones de su éxito es la creciente pérdida de confianza en la opción europea. En efecto, la población se ha empobrecido considerablemente bajo los gobiernos proeuropeos, y aún no se ha digerido la "desaparición" de 1.000 millones de euros de los tres principales bancos del país.
El 9 de septiembre de 2018, fue herido en un accidente de tráfico.

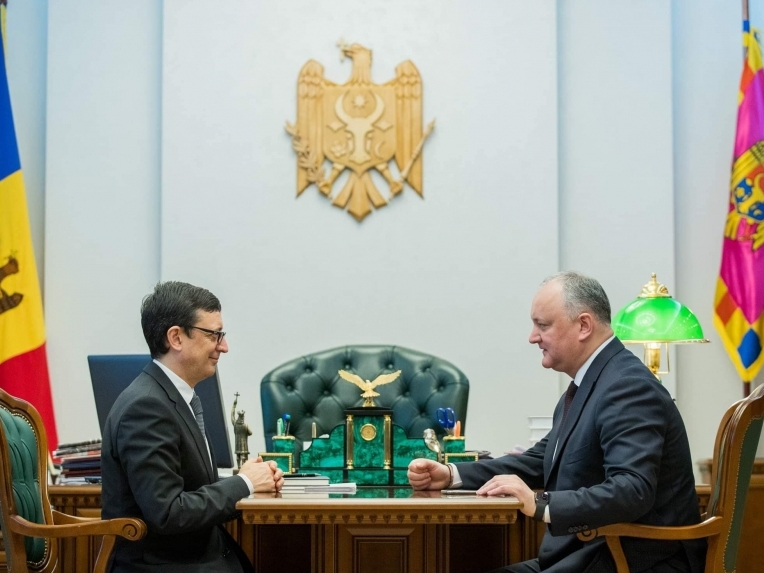
Dodon con el gobernador del Banco Nacional de Moldavia, Octavian Armașu, febrero de 2020

Durante la crisis constitucional moldava de 2019, Dodon fue relevado temporalmente de los poderes y deberes de la presidencia por un tribunal moldavo debido a la reticencia a disolver el Parlamento, tal y como había ordenado el Tribunal Constitucional de Moldavia en una sentencia anterior, y sustituido por el ex primer ministro Pavel Filip como presidente en funciones del país.
En 2020, ordenó la creación de una Comisión Heráldica Nacional que estudiaría el concepto de conceder medallas a los veteranos de guerra en honor al 75 aniversario del final de la Segunda Guerra Mundial. El 15 de abril, ordenó el aplazamiento de las celebraciones del Día de la Victoria al 24 de agosto (Día de la Liberación) debido a la pandemia de coronavirus en Moldavia.

## Pospresidencia
En una conversación telefónica con el jefe adjunto del Estado Mayor del Kremlin Dmitry Kozak, anunció que visitaría Rusia como jefe del PSRM. Durante su visita, negoció la ampliación de las exportaciones preferenciales libres de aranceles de Moldavia a Rusia. Dodon dijo en una entrevista con TASS en Moscú que había disuadido a la gente de echarse a la calle tras las elecciones para evitar un escenario de «Maidán» en el país. También dijo comentando los resultados de las elecciones que «habrá un aleccionador número muy grande de personas que entenderán que estaban equivocados» También acusó a Sandu de intentar usurpar el poder en el país. Más tarde declararía que la composición de su Consejo Supremo de Seguridad es una amenaza para la seguridad nacional. Durante las protestas rusas de 2021, acusó a los «actores geopolíticos occidentales» de «intentar desestabilizar la situación en torno a Rusia», y añadió que no creía que las imágenes difundidas por el líder de la oposición rusa Alexey Navalny sobre el «Palacio de Putin» fueran auténticas.
El 6 de mayo de 2021, visitó Minsk con Zinaida Greceanîi para inaugurar un monumento al Héroe de la Unión Soviética moldavo Ion Soltys. Ion Soltys. Durante la visita, se reunió con el presidente Lukashenko en su domicilio particular de la capital.